# Papudo
Papudo ist eine Stadt und Gemeinde in der Provinz Petorca in der Región de Valparaíso in Chile. Bei der Volkszählung im Jahr 2017 hatte sie 6356 Einwohner. Die Gemeinde erstreckt sich über eine Fläche von 165,6 km².
Papudo zeichnet sich durch ein gemäßigtes Klima mit Niederschlagsmengen von 450 mm pro Jahr aus. In der Gegend direkt an der Küste findet man Vegetation im Zusammenhang mit einem strauchigen Küstengestrüpp.
Im Jahr 2018 betrug die Zahl der in Papudo registrierten Unternehmen 184.

## Geschichte
Im Jahr 1906 wurde ein Metallsteg gebaut und Papudo bekam einem wichtigen Hafen. 1910 wurde ein Eisenbahnzweig zum Pier mit gleichnamigem Bahnhof errichtet. Mit dem Aufstieg des Hafens wuchs die Bevölkerung. Am 14. Mai 1927, wurde die Gemeinde gegründet und der Hafen war nicht mehr von La Ligua abhängig. 1930 schloss sich Papudo dem Telefonnetz des Landes an. Der Pier wurde 1967 durch einen großen Sturm, der die Küste der zentralen Zone des Landes traf, vollständig zerstört.

## Bevölkerung
Laut der Volkszählung des Nationalen Statistikinstituts von 2002 hatte Papudo 4608 Einwohner (2382 Männer und 2226 Frauen). Davon lebten 4343 (94,2 %) in städtischen Gebieten und 265 (5,8 %) in ländlichen Gebieten. Die Bevölkerung wuchs zwischen den Volkszählungen 1992 und 2002 um 18,3 % (712 Personen). Im Jahr 2017 zählte man 6356 Personen.

## Persönlichkeiten der Stadt
- Sergio Velasco (* 1943), Fußballspieler
- Osvaldo Vargas (* 1957), Fußballspieler
- Cristian Leiva (* 1976), Fußballspieler